# 2376 Мартинов
2376 Мартинов (2376 Martynov) — астероїд головного поясу, відкритий 22 серпня 1977 року.
Тіссеранів параметр щодо Юпітера — 3,180.
Названа на честь радянського астронома Дмитра Мартинова.